# Frankie Valli

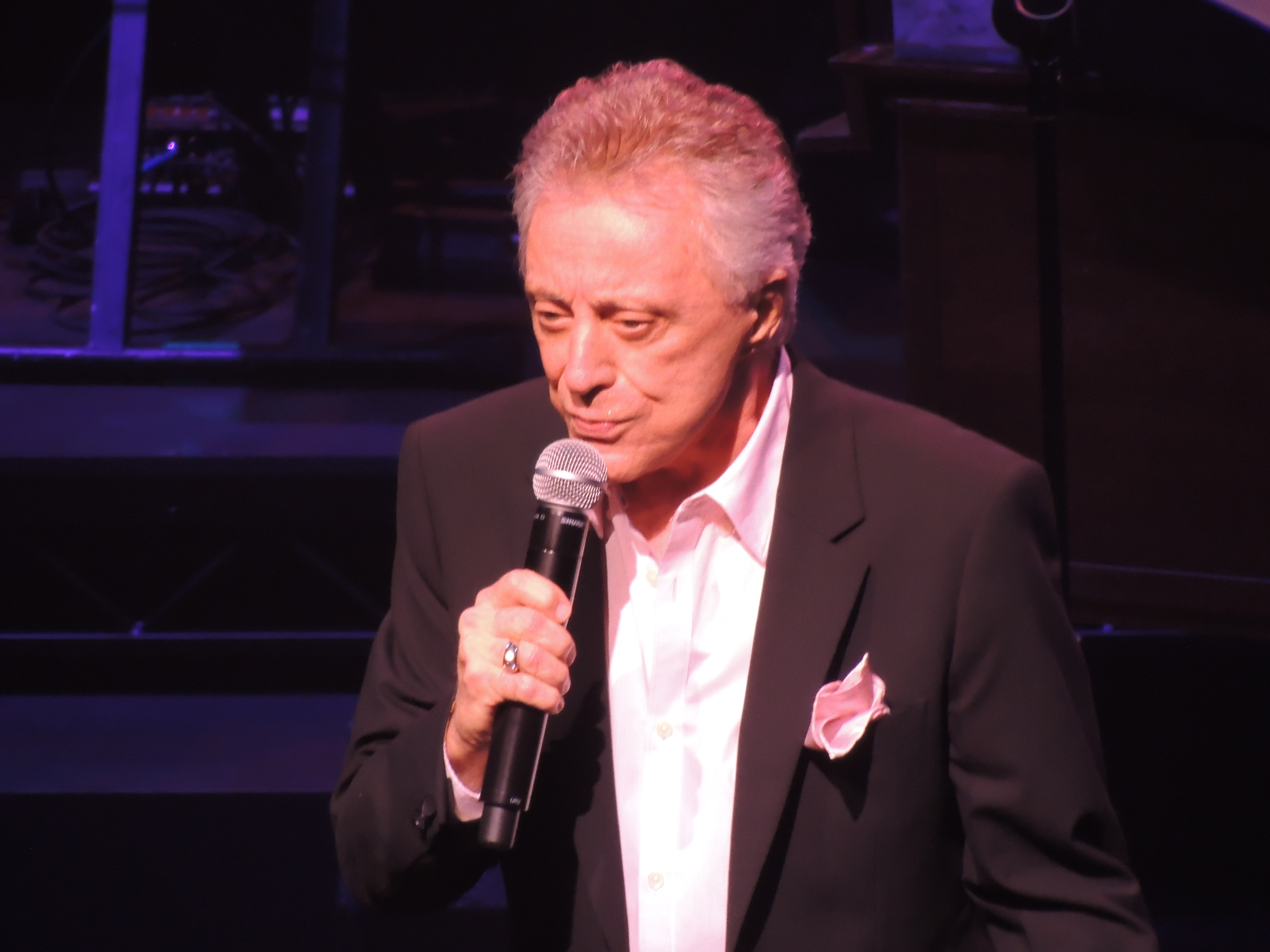
Frankie Valli (2012)

Frankie Valli (* 3. Mai 1934 in Newark, New Jersey als Francis Stephen Castelluccio) ist ein US-amerikanischer Rock- und Pop-Sänger sowie gelegentlicher Schauspieler. Er wurde seit den 1960er-Jahren vor allem als Leadsänger der Gruppe The Four Seasons bekannt, hatte aber auch mehrere Solohits wie Can’t Take My Eyes Off You oder Grease. Sehr markant ist sein in vielen Songs ungewöhnlich hoher Falsettgesang.

## Leben

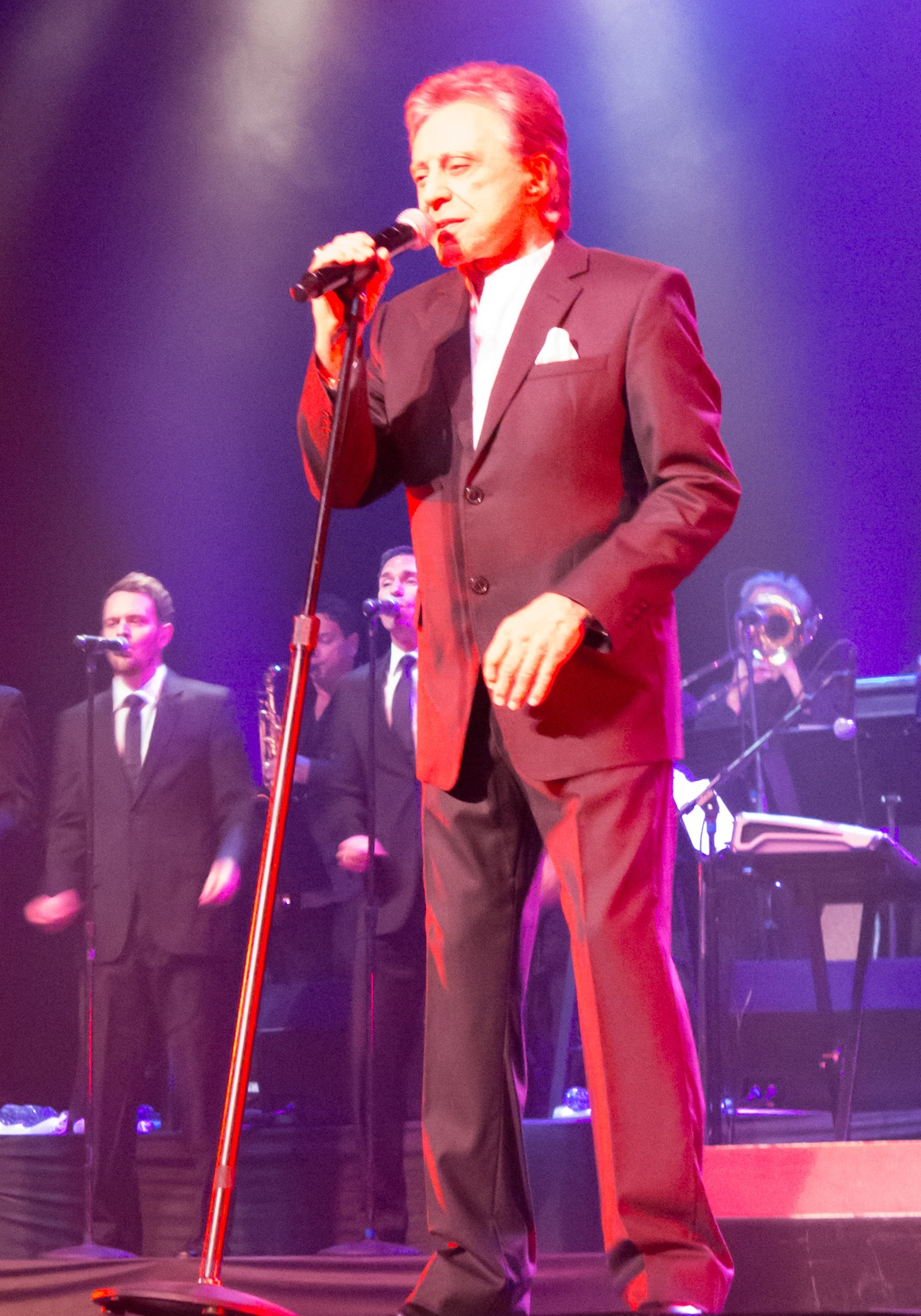
Frankie Valli (2013)

Seinen Künstlernamen wählte Francis Castellucio nach der Hillbilly-Sängerin Jean Valli, die ihn in der Jugend unterstützte und zum Vorsingen mitnahm. Seine Gesangskarriere begann 1952 mit einem Plattenvertrag beim zu Mercury Records gehörenden Label Corona. Bereits im folgenden Jahr veröffentlichte er unter dem Namen Frankie Valley seine Solo-Debütsingle My Mother’s Eye, die ebenso wie der Nachfolger Forgive and Forget kaum kommerziellen Erfolg erntete. Danach schloss er sich dem Variety Trio an, das sich in Variatones umbenannte und 1956 mit einem Plattenvertrag bei RCA Victor zu den Four Lovers mit Valli als Leadsänger wurde. Dieses Quartett benannte sich 1962 in The Four Seasons um. Valli ist die Hauptstimme auf allen Aufnahmen der Band und wurde im Jahre 1990 mit der Band in die Rock and Roll Hall of Fame aufgenommen. In dem 2004 entstandenen Musical Jersey Boys ist seine Person eine der Hauptfiguren.
Neben seiner Arbeit mit den Four Seasons begann Valli Mitte der 1960er Jahre auch Soloproduktionen zu veröffentlichen. So erschien Ende 1965 mit (You’re Gonna) Hurt Yourself die erste unter seinem eigenen Namen veröffentlichte Single. Sie erreichte immerhin Platz 39 in den Popcharts. Dabei arbeitete er mit Bob Crewe zusammen, der als Songwriter und Produzent auch für die Erfolge der Four Seasons verantwortlich war. Bei seinen eigenen Veröffentlichungen verzichtete er auf den Falsettgesang, den er bei den Four Seasons einsetzte, und auf begleitende Harmoniegesänge. Nach The Proud One, das 1966 erschien und in die untere Hälfte der Top 100 kam, stellte sich 1967 dann der größere Erfolg ein. Can’t Take My Eyes Off You erreichte Platz 2 in den US-Singlecharts und wurde als Millionenseller mit Gold ausgezeichnet.
Einen Monat später kam Vallis Solodebütalbum Frankie Valli: Solo auf den Markt, gefolgt von Timeless 1968. 1970 erschien dann Half & Half, das zu einer Hälfte Aufnahmen der Four Seasons bot, zur anderen Hälfte Soloproduktionen Vallis. In den nächsten drei Jahren konzentrierte sich Valli dann wieder komplett auf die Band. Erst 1974 mit dem Abschied von Motown ging die Bandzeit zu Ende. Er unterschrieb bei einem neuen Label und nahm seinen zweiten großen Singlehit My Eyes Adored You auf. Damit erreichte er 1975 nicht nur Platz 1 in den USA, sondern kam auch in den britischen Charts in die Top 5. Die Single war sein zweiter Millionenseller in den USA.
Es folgten noch weitere Aufnahmen mit den Four Seasons, er trat dort aber immer weiter in den Hintergrund, bis er sich im Herbst 1977 nach einer Abschiedstour von der Band trennte, die sich zwei Jahre später ganz auflöste. Es folgte 1978 seine international erfolgreichste Single Grease, der Titelsong aus dem gleichnamigen Musicalfilm mit John Travolta und Olivia Newton-John. Geschrieben hatte das Lied Barry Gibb von den Bee Gees. Das Lied war sein zweiter US-Nummer-eins-Hit. In Amerika verkaufte er sich zwei Millionen Mal, in Großbritannien eine halbe Million Mal und auch in der Schweiz und Deutschland war es als einziges seiner Sololieder in den Charts. Es war aber gleichzeitig auch sein letzter großer Hit. Ende der 1970er hatte er gesundheitliche Probleme und kämpfte mit Otosklerose, einer Krankheit, die sein Gehör angriff.
In den 1980er Jahren kam es zur Wiedervereinigung mit den Four Seasons, mit denen er in der Folge weiter auftrat und tourte. Als Schauspieler war er in der wiederkehrenden Rolle Rusty Millio in der Mafia-Serie Die Sopranos zu sehen. 2007 veröffentlichte er nach 27 Jahren wieder ein Soloalbum mit 60er-Jahre-Hits unter dem Titel Romancing the ’60s, mit dem er noch einmal in die US-Albumcharts zurückkehrte. An der 2014 veröffentlichten Musicalverfilmung Jersey Boys war er als ausführender Produzent beteiligt. Er selbst wurde in diesem Film von John Lloyd Young verkörpert.
Der Rolling Stone listete Valli 2008 auf Rang 80 der 100 größten Sänger aller Zeiten.

## Diskografie
Für Veröffentlichungen mit den Four Seasons siehe The Four Seasons/Diskografie.

### Studioalben
| Jahr | Titel                       | Höchstplatzierung, Gesamtwochen, AuszeichnungChartsChartplatzierungen (Jahr, Titel, Platzierungen, Wochen, Auszeichnungen, Anmerkungen) | Anmerkungen                                                                      |
| Jahr | Titel                       | US | Anmerkungen                                                                      |
| ---- | --------------------------- | --- | -------------------------------------------------------------------------------- |
| 1967 | Frankie Valli – Solo        | US34 (23 Wo.)US | Erstveröffentlichung: Juni 1967                                                  |
| 1968 | Timeless                    | US176 (5 Wo.)US | Erstveröffentlichung: Juli 1968                                                  |
| 1970 | Half & Half                 | US190 (2 Wo.)US | Erstveröffentlichung: Mai 1970 enthält zur Hälfte Aufnahmen mit den Four Seasons |
| 1975 | Closeup                     | US51 (28 Wo.)US | Erstveröffentlichung: Februar 1975                                               |
| 1975 | Our Day Will Come           | US107 (8 Wo.)US | Erstveröffentlichung: November 1975                                              |
| 1976 | Valli                       | — | Erstveröffentlichung: September 1976                                             |
| 1977 | Lady Put the Light Out      | — | Erstveröffentlichung: November 1977                                              |
| 1978 | Frankie Valli … Is the Word | US160 (7 Wo.)US | Erstveröffentlichung: August 1978                                                |
| 1980 | Heaven Above Me             | — | Erstveröffentlichung: November 1980                                              |
| 2007 | Romancing the ’60s          | US167 (2 Wo.)US | Erstveröffentlichung: 2. Oktober 2007                                            |
| 2016 | 'Tis the Seasons            | — | Erstveröffentlichung: Oktober 2016                                               |
| 2021 | A Touch of Jazz             | — | Erstveröffentlichung: Juni 2021                                                  |

### Kompilationen
| Jahr | Titel              | Höchstplatzierung, Gesamtwochen, AuszeichnungChartsChartplatzierungen (Jahr, Titel, Platzierungen, Wochen, Auszeichnungen, Anmerkungen) | Anmerkungen                |
| Jahr | Titel              | US | Anmerkungen                |
| ---- | ------------------ | --- | -------------------------- |
| 1975 | Frankie Valli Gold | US132 (8 Wo.)US | Erstveröffentlichung: 1975 |

### Singles
| Jahr | Titel Album                                            | Höchstplatzierung, Gesamtwochen, AuszeichnungChartplatzierungen (Jahr, Titel, Album, Platzierungen, Wochen, Auszeichnungen, Anmerkungen) | Höchstplatzierung, Gesamtwochen, AuszeichnungChartplatzierungen (Jahr, Titel, Album, Platzierungen, Wochen, Auszeichnungen, Anmerkungen) | Höchstplatzierung, Gesamtwochen, AuszeichnungChartplatzierungen (Jahr, Titel, Album, Platzierungen, Wochen, Auszeichnungen, Anmerkungen) | Höchstplatzierung, Gesamtwochen, AuszeichnungChartplatzierungen (Jahr, Titel, Album, Platzierungen, Wochen, Auszeichnungen, Anmerkungen) | Anmerkungen |
| Jahr | Titel Album                                            | DE | CH | UK | US | Anmerkungen |
| ---- | ------------------------------------------------------ | --- | --- | --- | --- | --- |
| 1966 | (You’re Gonna) Hurt Yourself Frankie Valli – Solo      | — | — | — | US39 (7 Wo.)US | Erstveröffentlichung: Januar 1966 Autoren: Charles Calello, Bob Crewe                                                             |
| 1966 | You’re Ready Now –                                     | — | — | UK11 (13 Wo.)UK | — | Erstveröffentlichung: April 1966 Autoren: Bob Crewe, Bob Gaudio Charteinstieg UK: 1970                                            |
| 1966 | The Proud One Frankie Valli – Solo                     | — | — | — | US68 (6 Wo.)US | Erstveröffentlichung: September 1966 Autoren: Bob Crewe, Bob Gaudio                                                               |
| 1967 | Can’t Take My Eyes off You Frankie Valli – Solo        | — | — | UK— GoldUK | US2 Gold · (16 Wo.)US | Erstveröffentlichung: April 1967 Autoren: Bob Crewe, Bob Gaudio                                                                   |
| 1967 | I Make a Fool of Myself –                              | — | — | — | US18 (8 Wo.)US | Erstveröffentlichung: August 1967 Autoren: Bob Crewe, Bob Gaudio                                                                  |
| 1967 | To Give (The Reason I Live) –                          | — | — | — | US28 (8 Wo.)US | Erstveröffentlichung: 6. Dezember 1967 Autoren: Bob Crewe, Bob Gaudio                                                             |
| 1969 | The Girl I’ll Never Know (Angels Never Fly This Low) – | — | — | — | US52 (7 Wo.)US | Erstveröffentlichung: Juni 1969 Autoren: L. Russell Brown, Raymond Bloodworth                                                     |
| 1974 | My Eyes Adored You Closeup                             | — | — | UK5 Silber · (11 Wo.)UK | US1 Gold · (23 Wo.)US | Erstveröffentlichung: Oktober 1974 Autoren: Bob Crewe, Kenny Nolan                                                                |
| 1975 | Swearin’ to God Closeup                                | — | — | UK31 (5 Wo.)UK | US6 (14 Wo.)US | Erstveröffentlichung: April 1975 Autoren: Bob Crewe, Denny Randell                                                                |
| 1975 | Our Day Will Come –                                    | — | — | — | US11 (12 Wo.)US | Erstveröffentlichung: 30. September 1975 Original: Ruby & the Romantics (1963 Nummer 1 in USA) Autoren: Bob Hilliard, Mort Garson |
| 1976 | Fallen Angel –                                         | — | — | UK11 (7 Wo.)UK | US36 (8 Wo.)US | Erstveröffentlichung: März 1976 Autoren: Guy Fletcher, Doug Flett                                                                 |
| 1976 | We’re All Alone Valli                                  | — | — | — | US78 (3 Wo.)US | Erstveröffentlichung: Juni 1976 Autor: Boz Scaggs                                                                                 |
| 1978 | Grease O.S.T.                                          | DE24 (10 Wo.)DE | CH7 (8 Wo.)CH | UK3 Gold (Physisch) + Gold (Digital) · (14 Wo.)UK                                                                                        | US1 Platin · (22 Wo.)US | Erstveröffentlichung: Mai 1978 Autor: Barry Gibb                                                                                  |
| 1979 | Fancy Dancer –                                         | — | — | — | US77 (4 Wo.)US | Erstveröffentlichung: Januar 1979 Autoren: L. Russell Brown, Bob Crewe                                                            |
| 1979 | Where Did We Go Wrong –                                | — | — | — | US90 (4 Wo.)US | Erstveröffentlichung: 1979 Autoren: Richard Kerr, Marty Panzer; mit Chris Forde                                                   |
| 1991 | Grease – The Dream Mix –                               | — | — | UK47 (2 Wo.)UK | — | Remix von Phil Harding & Ian Curnow mit John Travolta & Olivia Newton-John                                                        |

grau schraffiert: keine Chartdaten aus diesem Jahr verfügbar
Weitere Singles
- 1953: My Mother’s Eye (als Frankie Valley)
- 1954: Forgive and Forget (als Frankie Valley)
- 1958: I Go Ape (als Frankie Tyler)
- 1965: The Sun Ain’t Gonna Shine (Anymore) (ein Jahr später ein Hit für die Walker Brothers)
- 1970: You’ve Got Your Troubles (war 1965 ein Hit für die Fortunes)
- 1970: Circles in the Sand
- 1972: Love Isn’t Here (Like It Used to Be)
- 1973: The Scalawag Song (And I Will Love You)
- 1976: Life and Breath
- 1977: Boomerang
- 1977: Easily
- 1977: Second Thoughts
- 1977: I Need You
- 1977: Rainstorm
- 1978: Save Me, Save Me
- 1980: Heaven Above Me
- 2020: Te Quiero Baby (I Love You Baby) (mit Chesca & Pitbull, US: Platin)

## Auszeichnungen für Musikverkäufe
| Goldene Schallplatte - Spanien - 2025: für die Single Can’t Take My Eyes Off You |

Anmerkung: Auszeichnungen in Ländern aus den Charttabellen bzw. Chartboxen sind in ebendiesen zu finden.
| Land/RegionAuszeichnungen für Musikverkäufe (Land/Region, Auszeichnungen, Verkäufe, Quellen) | Silber  | Gold     | Platin     | Verkäufe  | Quellen             |
| -------------------------------------------------------------------------------------------- | ------- | -------- | ---------- | --------- | ------------------- |
| Spanien (Promusicae)                                                                         | —       | Gold1    | —          | 30.000    | elportaldemusica.es |
| Vereinigte Staaten (RIAA)                                                                    | —       | 2× Gold2 | 2× Platin2 | 5.000.000 | riaa.com            |
| Vereinigtes Königreich (BPI)                                                                 | Silber1 | 3× Gold3 | —          | 1.500.000 | bpi.co.uk           |
| Insgesamt                                                                                    | Silber1 | 6× Gold6 | 2× Platin2 |           |                     |

## Filmografie (Auswahl)
- 1965: Beach Ball
- 1978: Sgt. Pepper’s Lonely Hearts Club Band
- 1985: Miami Vice (Fernsehserie, Folge 2x05)
- 1987: Throb (Fernsehserie, Folge 2x04)
- 1987: Dirty Laundry
- 1990: Love Games (Modern Love)
- 1990: Avatar: Wiedergeburt des Bösen (Eternity)
- 1995: Full House (Fernsehserie, Folge 8x12 D.J. hat die Wahl)
- 1997: Mit harten Bandagen (Opposite Corners)
- 1998: The Mob – Der Pate von Manhattan (Witness to the Mob, Fernsehfilm)
- 2004–2006: Die Sopranos (The Sopranos, Fernsehserie, 7 Folgen)
- 2014: Das grenzt an Liebe (And So It Goes)
- 2014: Hawaii Five-0 (Fernsehserie, Folge 5x08 Schein und Sein)